# Edgewood (Iowa)
Pour les articles homonymes, voir Edgewood.
Edgewood est une ville des comtés de Clayton et Delaware, en Iowa, aux États-Unis. Elle est incorporée le 6 avril 1899.

## Source de la traduction
- (en) Cet article est partiellement ou en totalité issu de l’article de Wikipédia en anglais intitulé « Edgewood, Iowa » (voir la liste des auteurs).